# Bala Haşımxanlı
Bala Haşımxanlı är en ort i Azerbajdzjan.   Den ligger i distriktet Sabirabad Rayonu, i den sydöstra delen av landet, 110 kilometer sydväst om huvudstaden Baku. Antalet invånare är 1 656.
Terrängen runt Bala Haşımxanlı är mycket platt. Närmaste större samhälle är Şirvan, 18,2 kilometer nordost om Bala Haşımxanlı.
Trakten runt Bala Haşımxanlı består till största delen av jordbruksmark. Runt Bala Haşımxanlı är det ganska tätbefolkat, med 80 invånare per kvadratkilometer.